# Sarah Chang
Sarah Chang est une violoniste américaine d'origine coréenne, née le 10 décembre 1980 à Philadelphie (Pennsylvanie, États-Unis).

## Biographie

### Enfance et formation
Elle commence le violon à l'âge de quatre ans[réf. nécessaire] et est entrée à la Juilliard School of Music dans la classe de Dorothy DeLay.

### Carrière
À l’âge de huit ans, elle se produit avec l’Orchestre de Philadelphie et l'Orchestre philharmonique de New York.
Elle collabore avec l’Orchestre symphonique national, l’Orchestre symphonique de Boston, l’Orchestre symphonique de Cleveland, l’Orchestre symphonique de Montréal, l’Orchestre symphonique de Houston, l’Orchestre symphonique de Détroit, l’Orchestre symphonique de San Francisco, l’Orchestre symphonique de Toronto, l’Orchestre symphonique de Vancouver, l’Orchestre symphonique de Cincinnati, l’Orchestre symphonique de San Diego et l’Orchestre symphonique du New Jersey.
Elle se consacre également à la musique de chambre avec des partenaires de premier plan tels que Pinchas Zukerman, Wolfgang Sawallisch, Vladimir Ashkenazy, Martha Argerich, Stephen Kovacevich ou Lynn Harrell.

## Discographie
- 1992 Debut : Pablo de Sarasate, Edward Elgar, Niccolò Paganini[5],
- 1993 Piotr Ilitch Tchaïkovski : concerto pour violon en ré majeur, op.35, chef d'orchestre : Colin Davis[5],
- 1996 Symphonie espagnole d'Édouard Lalo / concerto pour violon de Henri Vieuxtemps, Orchestre royal du Concertgebouw d'Amsterdam, Orchestre symphonique de Londres, chef d'orchestre : Charles Dutoit[5],
- 1997 Simply Sarah (Pièces célèbres)[5],
- 1998 Jean Sibelius : concertos pour violon par le Berliner Philharmoniker[5],
- 1999 Sweet Sorrow : pièces de Vitali, Gluck, Brahms, Lalo, Vieuxtemps, Paganini, Sibelius, Liszt, Tchaïkovsky, Saint-Saens[5],
- 2000 Karl Goldmark : concerto pour violon op. 28, Orchestre du Gürzenich, chef d'orchestre : James Conlon[5],
- 2000 Richard Strauss : Concerto pour violon ; Sonate en mi-bémol majeur, Orchestre symphonique de la Radiodiffusion bavaroise, chef d'orchestre : Wolfgang Sawallisch
- 2001 Fire and Ice : pièces célèbres pour violon & orchestre)[5],
- 2002 Antonín Dvořák : concerto pour violon, Piotr Ilitch Tchaïkovski : quintette pour piano, Orchestre symphonique de Londres, chef d'orchestre : Sir Colin Davis[5],
- 2003 Classical Legends (compilation)[5],
- 2004 Sonates françaises (avec Lars Vogt)[5],
- 2004 Ralph Vaughan Williams : Symphonies, The Lark Ascending, chef d'orchestre : Bernard Haitink[5],
- 2005 Andrew Lloyd Webber : Phantasie / Woman in White (avec le violoncelliste Julian Lloyd Webber)[5],
- 2006 Dmitri Chostakovitch / Sergueï Prokofiev : concertos pour violon, Berliner Philharmoniker, chef d'orchestre : Simon Rattle[5],
- 2007 The Best of Sarah Chang : album de compilation[5],
- 2007 Les Quatre Saisons de Vivaldi : Orpheus 2007[5],
- 2009 Concerto No.1 pour violon de Bruch / Brahms Concerto pour violon[5],

## Hommage
En 2012, Sarah Chang a reçu le prix de leadership de l’Université Harvard, et en 2005, l’Université Yale a dédié une chaire à Sprague Hall à son nom.